# 1957年香港市政局選舉
1957年香港市政局選舉於1957年3月8日舉行，由合資格選民(具有陪審員資格者)投票選出4位民選議員，任期增至四年。本屆選舉一共有八人參選。

## 選舉概況
本次選舉為1955年香港市政局選舉及1956年香港市政局選舉之換屆選舉，1955年的選舉選出兩名任期兩年的議員及1956年選舉選出的兩名任期一年議員，本次選舉選出的議員，任期將由兩年延長為四年，並成為定制。本次選舉香港票站設在中環工展會場地內，投票人數為5,521人，九龍票站則設在油麻地官立小學，投票人數為1,395人。本屆選舉結果一改過往香港革新會獨大的局面，香港公民協會派出四名候選人參選，勝出三人，分別為爭取連任的李耀波、胡百富和在去年選舉落敗的張有興，而香港革新會僅有貝納祺連任成功，同樣爭取連任的胡百全，則不敵胞弟而落敗。
《工商日報》在選後曾發表評論，因為是次選舉新增大量以教師為職業的選民，故此形象較為草根的香港公民協會，便大有斬獲，如得票最多的李耀波，本身就是基層教師出身，故此獲得最多教員支持，而革新會推出本身是香港培正中學校董的林思齊（他及後移居加拿大，並在1985年出任卑詩省省總督，是加拿大首位華人省督）參選，亦是希望搶攻教師票，但從數據和結果看來並不有效。

## 選舉結果
| 候選人 | 所得票數 |
| ------ | -------- |
| 李耀波 | 4,569    |
| 貝納祺 | 3,923    |
| 胡百富 | 3,755    |
| 張有興 | 3,625    |
| 胡百全 | 3,334    |
| 區博   | 3,270    |
| 林思齊 | 2,365    |
| 李尚毅 | 2,094    |